# Ichnotropis chapini
Espèce
Ichnotropis chapini est une espèce de sauriens de la famille des Lacertidae.

## Répartition
Cette espèce est endémique du Congo-Kinshasa.

## Étymologie
Cette espèce est nommée en l'honneur de James Paul Chapin.

## Publication originale
- Schmidt, 1919 : Contributions to the Herpetology of the Belgian Congo based on the Collection of the American Congo Expedition, 1909-1915. Part I: turtles, crocodiles, lizards, and chamaeleons. Bulletin of the American Museum of Natural History, vol. 39, no 2, p. 385-624 (texte intégral).